# Montchaboud
Montchaboud ist eine französische Gemeinde mit 347 Einwohnern (Stand: 1. Januar 2022) im Département Isère in der Region Auvergne-Rhône-Alpes (vor 2016 Rhône-Alpes). Sie gehört zum Arrondissement Grenoble und zum Kanton Oisans-Romanche.

## Geographie
Die Gemeinde Montchaboud liegt am Rand der äußersten südwestlichen Ausläufer des Gebirgsmassivs Chaîne de Belledonne als Teil der Dauphiné-Alpen, etwa neun Kilometer südsüdöstlich von Grenoble. An der Nordgrenze der Gemeinde wird auf dem Bellevue mit 730 m über dem Meer der höchste Punkt erreicht. Die Romanche begrenzt die Gemeinde im Südwesten. Umgeben wird Montchaboud von den Nachbargemeinden Jarrie im Westen und Norden, Brié-et-Angonnes im Nordosten, Vizille im Osten und Südosten, Notre-Dame-de-Mésage im Süden sowie Champ-sur-Drac im Südwesten.

## Bevölkerungsentwicklung
| Jahr                       | 1962 | 1968 | 1975 | 1982 | 1990 | 1999 | 2006 | 2012 | 2021 |
| -------------------------- | ---- | ---- | ---- | ---- | ---- | ---- | ---- | ---- | ---- |
| Einwohner                  | 38   | 52   | 228  | 310  | 305  | 335  | 352  | 368  | 342  |
| Quellen: Cassini und INSEE |      |      |      |      |      |      |      |      |      |

## Sehenswürdigkeiten
In Montchaboud gibt es keine Kirchen oder Kapellen.
- Lavoir (ehemaliges öffentliches Waschhaus)

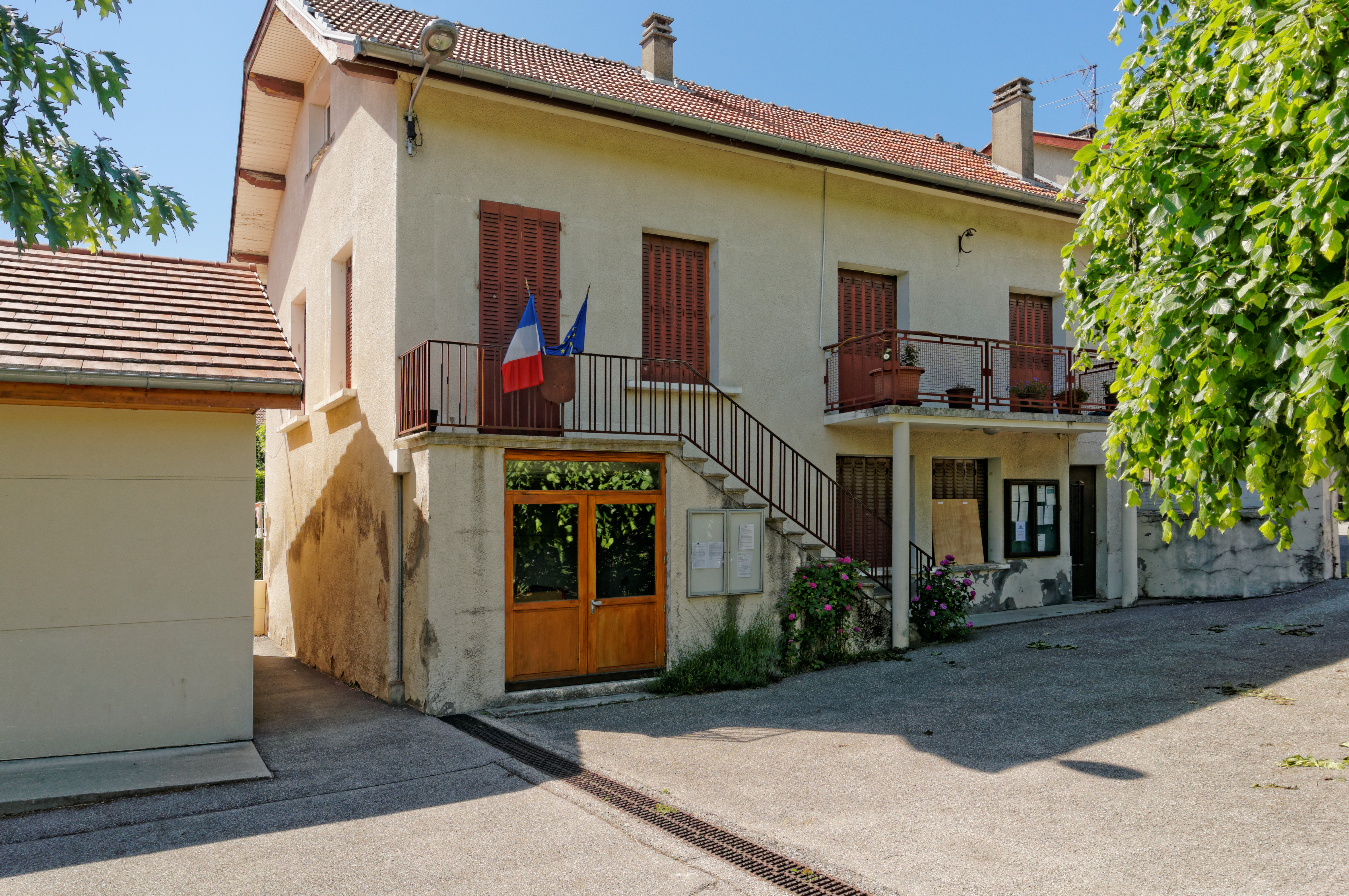
Rathaus (Mairie) und Schule von Montchaboud